# U-20-Fußball-Afrikameisterschaft 2011/Qualifikation
Zur Qualifikation zur U-20-Fußball-Afrikameisterschaft 2011 wurden 24 afrikanischen Junioren-Fußballnationalmannschaften in Paarungen gelost, die jeweils in Hin- und Rückspiel ausgetragen werden. 15 Mannschaften erhielten ein Freilos für die Vorrunde der Qualifikation. An der Endrunde nahmen inklusive des Gastgebers acht Mannschaften teil. Zunächst sollte die Endrunde in Libyen stattfinden und Libyen war damit als Gastgeber automatisch qualifiziert. Nachdem in Libyen im Frühjahr 2011 Unruhen ausbrachen, wurde das Turnier nach Südafrika verlegt und die in der Qualifikation ausgeschiedene Mannschaft aus Südafrika nahm als Ersatzgastgeber an Stelle von Libyen teil.
Die Qualifikationsspiele fanden ab April 2010 statt.

## Vorrunde
Die Vorrunde der Qualifikation fand vom 16. bis 18. April 2010 (Hinspiele) und 30. April bis 2. Mai 2010 (Rückspiele) statt. Ein Freilos für das erste Spiel hatten die Mannschaften aus Ghana, Kamerun, Südafrika, Nigeria, Ägypten, Ruanda, Mali, Elfenbeinküste, Benin, Gambia, Sudan, Sambia, Republik Kongo, Burkina Faso, Angola und Marokko.
|                              | Gesamt |                         | Hinspiel | Rückspiel |
| ---------------------------- | ------ | ----------------------- | -------- | --------- |
| Zentralafrikanische Republik | 7:1    | D.R. Kongo              | 3:0      | 4:1       |
| Guinea                       | 2:2    | Togo                    | 0:1      | 2:1       |
| Mauritius                    |        | Komoren zurückgezogen   |          |           |
| Uganda                       |        | Äthiopien zurückgezogen |          |           |
| Senegal                      | 1:0    | Tunesien                | 1:0      | 0:0       |
| Lesotho                      | 7:2    | Mosambik                | 6:1      | 1:1       |
| Eritrea zurückgezogen        |        | Kenia                   |          |           |
| Malawi                       | 3:5    | Tansania                | 2:2      | 1:3       |
| Sierra Leone                 | 2:1    | Algerien                | 2:0      | 0:1       |
| Namibia                      |        | Simbabwe zurückgezogen  |          |           |
| Äquatorialguinea             | 1:4    | Gabun                   | 0:3      | 1:1       |
| Tschad                       | 7:4    | Burundi                 | 5:0      | 2:4       |

## 1. Runde
Die Spiele der 1. Runde fanden vom 23. bis 25. Juli 2010 und vom 6. bis 8. August 2010 statt.
|                | Gesamt |                              | Hinspiel | Rückspiel |
| -------------- | ------ | ---------------------------- | -------- | --------- |
| Kamerun        | 5:1    | Zentralafrikanische Republik | 4:0      | 1:1       |
| Republik Kongo | 3:2    | Ruanda                       | 2:0      | 1:2       |
| Nigeria        | 2:1    | Guinea                       | 2:0      | 0:1       |
| Sambia         | 2:3    | Mauritius                    | 1:0      | 1:3       |
| Ägypten        | 2:1    | Uganda                       | 2:0      | 0:1       |
| Marokko        | 1:3    | Senegal                      | 0:2      | 1:1       |
| Südafrika      | 2:3    | Lesotho                      | 0:2      | 2:1       |
| Sudan          | 0:3    | Kenia                        | 0:2      | 0:1       |
| Elfenbeinküste | 2:1    | Tansania                     | 1:0      | 1:1       |
| Gambia         | 4:1    | Sierra Leone                 | 4:1      | 0:0       |
| Ghana          | 5:1    | Namibia                      | 4:0      | 1:1       |
| Benin          | 4:2    | Burkina Faso                 | 0:0      | 4:2       |
| Angola         | 2:3    | Gabun                        | 2:0      | 0:3       |
| Mali           | 4:0    | Tschad                       | 2:0      | 2:0       |

## 2. Runde
Die Spiele der 2. Runde wurden vom 22. bis 26. September 2010 und vom 22. bis 24. Oktober 2010 ausgetragen.
|                | Gesamt |                | Hinspiel | Rückspiel |
| -------------- | ------ | -------------- | -------- | --------- |
| Republik Kongo | 0:3    | Kamerun        | 0:1      | 0:2       |
| Mauritius      | 1:4    | Nigeria        | 0:2      | 1:2       |
| Senegal        | 1:3    | Ägypten        | 1:0      | 0:3       |
| Kenia          | 0:1    | Lesotho        | 0:1      | 0:0       |
| Gambia         | 2:0    | Elfenbeinküste | 1:0      | 1:0       |
| Benin          | 1:6    | Ghana          | 0:2      | 1:4       |
| Mali           | 3:2    | Gabun          | 3:1      | 0:1       |

Die sieben Sieger qualifizierten sich für die Endrunde.